# Third (Portishead-album)
A Third a bristoli trip hop zenekar, a Portishead harmadik nagylemeze. 2008. áprilisában jelent meg, és nagyszerű eredményeket ért el különböző lemezeladási listákon. A Billboard 200-as amerikai listán feljutott egészen a 7. helyig, így az együttes első olyan albuma lett, amely felkerült a top 10-es listára Különlegesség, hogy az együttes 11 évnyi szünet után jelentette meg az albumot (második albumuk a Portishead 1997-ben jelent meg).

## Számok
Az összes szám szerzője Geoff Barrow, Beth Gibbons és Adrian Utley, kivéve ahol jelezve van.. 
| #   | Cím         | Szerző(k)                   | Hossz |
| --- | ----------- | --------------------------- | ----- |
| 1.  | Silence     |                             | 4:58  |
| 2.  | Hunter      |                             | 3:57  |
| 3.  | Nylon Smile |                             | 3:16  |
| 4.  | The Rip     |                             | 4:29  |
| 5.  | Plastic     |                             | 3:27  |
| 6.  | We Carry On |                             | 6:27  |
| 7.  | Deep Water  |                             | 1:31  |
| 8.  | Machine Gun | Barrow Gibbons              | 4:43  |
| 9.  | Small       |                             | 6:45  |
| 10. | Magic Doors | Barrow Gibbons John Baggott | 3:32  |
| 11. | Threads     |                             | 5:45  |

## Fogadtatás
A Third rendkívül jó fogadtatásban részesült a rajongók és a kritikusok körében egyaránt. A Metacriticen az album 85%-ot ért el 38 kritika alapján. Érdekesség, hogy a Radiohead két tagja, Thom Yorke valamint Ed O'Brien is megdicsérte az albumot, az együttes legjobb albumának nevezve azt.